# Erebia pyrenaea
Erebia pyrenaea är en fjärilsart som beskrevs av Charles Oberthür 1884. Erebia pyrenaea ingår i släktet Erebia och familjen praktfjärilar. Inga underarter finns listade i Catalogue of Life.